# Tongosoiva
Tongosoiva är en kulle i Finland.   Den ligger i den ekonomiska regionen  Östra Lapplands ekonomiska region  och landskapet Lappland, i den norra delen av landet, 800 km norr om huvudstaden Helsingfors. Toppen på Tongosoiva är 232 meter över havet.
Terrängen runt Tongosoiva är platt.  Trakten runt Tongosoiva är nära nog obefolkad, med mindre än två invånare per kvadratkilometer.